# 어바인 (캘리포니아주)
어바인(영어: City of Irvine)은 미국 캘리포니아주 오렌지군의 기업형 도시이다. 미국 내의 대표적인 계획도시로 개인 기업인 어바인(Irvine Company)이 주도하여 1960년대부터 개발하였다. 공식적으로 1971년 12월 28일에 설립되었으며, 2010년 기준, 면적은 180.5 km2이며 인구는 212,375명이다. 캘리포니아주 재무부에서는 2013년 인구를 223,729명으로 추정하고 있다. 어바인시는 과거에 미개발된 북부 지역을 합병하는 것을 시작으로 최근 전 엘토로 해병대 항공 기지(El Toro Marine Corps Air Station)를 합병하였으며, 대부분의 합병 지역을 오렌지 카운티 그레이트 공원(Orange County Great Park)으로 만들었다. 현재, 어바인은 도시의 남부와 동부의 미 개발 지역을 합병하여, 오렌지군의 다른 도시보다 큰 면적을 가지게 되었다. 면적 상으로는 카운티에서 가장 큰 도시로, 애너하임을 앞질렀다.
뛰어난 학군과 직장, 주거 환경을 갖추고 있어서 2008년 CNNMoney.com으로부터 미국에서 네 번째로 살기 좋은 곳으로 선정되었으며, 2012년에도 세계에서 살기좋은 도시로 6번째 순위에 올랐다. 2011년 9월에는 비즈니스위크가 뽑은 미국 최고의 도시 5위에 올랐다. 또한, 2010년 6월 미국 연방수사국의 발표에 따르면, 어바인은 미국내 인구 10만명 이상의 도시 중에서 범죄율이 가장 낮은 곳이다. 2008년 8월 인구조사국에서 발표한 인구 65,000명 이상의 도시의 소득 중간값 순위에서는 7위를 기록하였다. 메르세데스-벤츠사가 독일 이외의 지역으로는 유일하게 메르세데스-벤츠 클래식 센터를 설립한 곳이기도 하다.
어바인에는 캘리포니아 대학교 어바인(UC 어바인 또는 UCI)을 비롯한 여러 대학교가 자리잡고 있고, 더불어 각종 첨단 분야와 반도체 관련 기업들의 본사가 위치해 있다.
한국계 미국인이 많이 거주하는 지역으로도 유명하다.

## 행정
아시아계 인구비중이 43%나 차지할만큼 높으며, 특히 한인 시장이 두번이나 당선된 지역으로 한인의 영향력이 막강하다.  45.7%를 득표하여 당선된 최석호(Steven Choi) 시장,전임자인 강석희 전시장에 이은 두 번째 한국계 어바인 시장이다.
2023년 현 시장은 '파라 N. 칸'이다

## 지리
어바인은 북쪽으로 터스틴과 맞닿아 있고, 북서쪽에 샌타애나, 동쪽에 레이크포리스트, 남동쪽에 러구나힐스, 서쪽에 코스타메사, 그리고 남서쪽에는 뉴포트비치가 있다.

## 기후
| 어바인의 기후            | 어바인의 기후 | 어바인의 기후 | 어바인의 기후 | 어바인의 기후 | 어바인의 기후 | 어바인의 기후 | 어바인의 기후 | 어바인의 기후 | 어바인의 기후 | 어바인의 기후 | 어바인의 기후 | 어바인의 기후 | 어바인의 기후 |
| 월                       | 1월           | 2월           | 3월           | 4월           | 5월           | 6월           | 7월           | 8월           | 9월           | 10월          | 11월          | 12월          | 연간          |
| ------------------------ | ------------- | ------------- | ------------- | ------------- | ------------- | ------------- | ------------- | ------------- | ------------- | ------------- | ------------- | ------------- | ------------- |
| 역대 최고 기온 °C (°F)   | 36 (96)       | 35 (95)       | 37 (98)       | 40 (104)      | 41 (105)      | 43 (109)      | 43 (110)      | 39 (103)      | 43 (110)      | 41 (106)      | 38 (101)      | 35 (95)       | 43 (110)      |
| 일평균 최고 기온 °C (°F) | 20 (68)       | 21 (69)       | 21 (69)       | 23 (73)       | 24 (75)       | 26 (79)       | 29 (84)       | 29 (85)       | 29 (84)       | 26 (79)       | 23 (73)       | 20 (68)       | 24 (76)       |
| 일평균 최저 기온 °C (°F) | 5 (41)        | 6 (43)        | 7 (45)        | 9 (48)        | 12 (53)       | 14 (57)       | 16 (60)       | 16 (61)       | 15 (59)       | 12 (53)       | 7 (45)        | 4 (40)        | 10 (50)       |
| 역대 최저 기온 °C (°F)   | −6 (22)       | −4 (25)       | −2 (29)       | −1 (31)       | 2 (35)        | 4 (39)        | 6 (42)        | 7 (45)        | 4 (40)        | 1 (34)        | −1 (30)       | −4 (25)       | −6 (22)       |
| 평균 강수량 mm (인치)    | 75 (2.96)     | 78 (3.07)     | 71 (2.79)     | 20 (.77)      | 7.1 (.28)     | 2.5 (.10)     | 0.25 (.01)    | 3.6 (.14)     | 8.6 (.34)     | 10 (.40)      | 31 (1.22)     | 45 (1.79)     | 352 (13.87)   |
| 출처: Weather Channel    |               |               |               |               |               |               |               |               |               |               |               |               |               |

어바인은 대부분의 남가주 해안 도시들과 마찬가지로 지중해성 기후를 보인다. 여름은 조금 더운 정도이며, 겨울은 온화하여 영하로 내려가는 일이 거의 없다. 비는 겨울 이외에는 거의 오지 않으며, 눈은 전혀 내리지 않는다.

## 인구 통계
| 인구조사              | 인구    | Note  | %±     |
| --------------------- | ------- | ----- | ------ |
| 1970년                | 10,081  |       | —      |
| 1980년                | 62,127  |       | 516.3% |
| 1990년                | 110,330 |       | 77.6%  |
| 2000년                | 143,072 |       | 29.7%  |
| 2010년                | 212,375 |       | 48.4%  |
| 2019 (추산)           | 287,401 | [ 3 ] | 35.3%  |
| U.S. Decennial Census |         |       |        |

2020년 미국 인구조사에 따르면 어바인의 인구는 307670명이다.
인종은 백인이 43.0%, 아시아인이 42.9%로 전체 인구의 대부분을 차지하고 있다.

## 경제

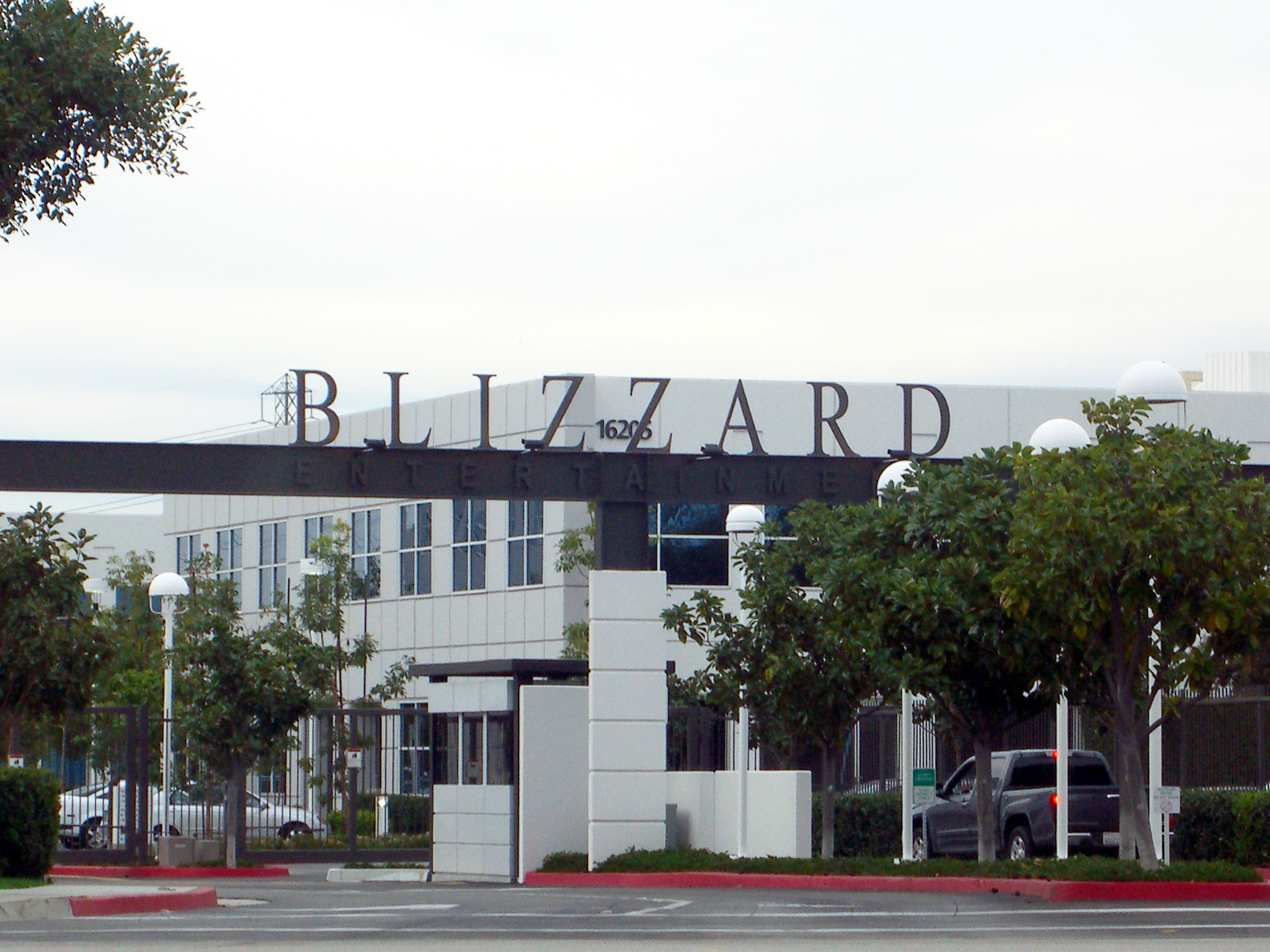
어바인에 위치한 블리자드 엔터테인먼트 본사

어바인에 본사를 두고 있는 주요 기업은 다음과 같다.
- 브로드컴
- 블리자드 엔터테인먼트
- 웨스턴 디지털
- 인앤아웃 버거
- 타코벨

다음은 미주 현지 법인 본사를 어바인에 둔 주요 외국 기업이다.
- 기아자동차
- 도시바
- 마쓰다
- 벤큐
- 삼성SDI
- 시마노
- 아식스
- 현대캐피탈

## 자매 도시
어바인은 다음의 도시와 자매 결연을 맺고 있다.
- 일본 이바라키현 쓰쿠바시
- 멕시코 소노라주 에르모시요
- 대만 타오위안시
- 대한민국 서울특별시 서초구

이와 별도로 어바인은 "우정 도시(Friendship Cities Program)" 제도를 두고 있으며, 다음 도시와 우정 도시 관계를 맺고 있다.
- 대한민국 서울특별시 노원구

## 영화 촬영지
다음은 어바인에서 전부 혹은 일부를 촬영한 영화이다.
- 데몰리션 맨
- 아이언맨
- 오션스 일레븐
- 이글 아이
- 제로 다크 서티
- 트랜스포머
- 피구의 제왕
- 행오버 3
- 혹성탈출 4: 노예들의 반란